# Yūki Tabata
Yūki Tabata (田畠裕基, Tabata Yūki) est un mangaka japonais. Après avoir travaillé comme assistant de Toshiaki Iwashiro, il a créé le one-shot Hungry Joker, qui a ensuite été sérialisé comme une série complète. Après sa conclusion, il a lancé Black Clover.

## Biographie
Yūki Tabata est né dans la préfecture de Fukuoka, au Japon. Avant de lancer sa propre série, il a travaillé comme assistant de Toshiaki Iwashiro. En 2011, Tabata a inscrit le Hungry Joker dans la Golden Future Cup (ja), qui lui a valu la première place. Ce cliché unique a ensuite été transformé en une série complète, qui s’est déroulée dans Weekly Shōnen Jump de 2012 à 2013,.
Après l’achèvement de Hungry Joker, Tabata a publié un autre one-shot, intitulé Black Clover, dans Shōnen Jump Next!. Ce cliché unique a ensuite été transformé en une série complète, qui a commencé la sérialisation dans Weekly Shōnen Jump le 16 février 2015. Peu après les débuts de Black Clover en tant que série complète, Tabata s’est marié. Au premier semestre 2017, Black Clover était le 28e manga le plus vendu au Japon. Un an plus tard, toute la franchise Black Clover était la 24ème franchise médiatique la plus vendue au Japon. La série a reçu de nombreuses adaptations, notamment une série télévisée animée.

## Style
Tabata a déclaré qu’en faisant des histoires, il veut donner à chaque personnage une chance sous les projecteurs. Quand il s’agit des personnages, il aime donner à chacun un trait de définition pour les rendre mémorables pour le lecteur. Quant à leurs dessins, il a déclaré qu’il aime s’amuser à dessiner, donc si une partie du dessin d’un personnage le frustre, il le change.

## Influences
Tabata a cité Dragon Ball d’Akira Toriyama comme une influence majeure sur son travail, affirmant même que c’était l’une des principales raisons pour lesquelles il a décidé de devenir un artiste de manga. Tabata a également cité Berserk de Kentaro Miura et Bleach de Tite Kubo comme sources d’inspiration,.

## Œuvre
- Hungry Joker' (2012–2013) (sérialisé dans 'Weekly Shōnen Jump)

- Black Clover' (ブ ラ ッ ク ク ロ ー バ ー, Burakku Kurōbā?) (2015–aujourd’hui) (sérialisé dans 'Weekly Shōnen Jump')